# Стоил Георгиев
Стоил Георгиев е български скулптор.

## Биография
Роден е в 1944 година в петричкото село Скрът. В 1977 година завършва скулптура в Художествената академия в София в класа на професор Иван Мандов. След това Стоил Георгиев работи в Историческия музей в Благоевград, както и като преподавател по изобразително изкуство и е хоноруван преподавател по скулптура и изкуство в Учителския институт в Дупница. Георгиев е председател на Общинския съвет за култура в петричкото село Коларово. Автор е на самостоятелни изложби и участва в регионални и национални изложби, както и в международни биеналета и конкурси в САЩ, Италия, Португалия и други.
Умира в 2018 година.